# Trofeo Zerneri Acciai 2019
Trofeo Zerneri Acciai 2019 – 32. edycja zawodów lekkoatletycznych w konkurencjach wielobojowych, które odbyły się 27 i 28 kwietnia w Lanie. Zawody były pierwszą odsłoną cyklu IAAF Combined Events Challenge w sezonie 2019.

## Rezultaty
| Konkurencja:           | 1. miejsce  | Rezultat        | 2. miejsce         | Rezultat                | 3. miejsce      | Rezultat     |
| Dziesięciobój mężczyzn | Jan Doležal | 8117 pkt. EL PB | Kristjan Rosenberg | 7950 pkt. PB            | Mathias Brugger | 7927 pkt. SB |
| Siedmiobój kobiet      | Annie Kunz  | 5971 pkt. SB    | Kate O’Connor      | 5881 pkt. WJL EL NR NJR | Riley Cooks     | 5873 pkt. PB |